# Prata di Principato Ultra
Prata di Principato Ultra är en ort och kommun i provinsen Avellino i regionen Kampanien i Italien. Kommunen hade 3 040 invånare (2017).